# Sveriges ambassad i Tripoli
Sveriges ambassad i Tripoli var Sveriges diplomatiska beskickning i Libyen som var belägen i landets huvudstad Tripoli. Beskickningen bestod av en ambassad och ett antal svenskar utsända av Utrikesdepartementet (UD). Ambassaden öppnades 1974 och stängdes 1995. Sveriges ambassadör för Libyen är sidoackrediterad sedan 2016 från ambassaden i Tunis.

## Beskickningschefer
| Namn                | Period    | Funktion   | Ackreditering                                                              |
| ------------------- | --------- | ---------- | -------------------------------------------------------------------------- |
| Lennart Petri       | 1960–1962 | Ambassadör | Sidoackrediterad från ambassaden i Rabat.                                  |
| Per Bertil Kollberg | 1963–1967 | Ambassadör | Sidoackrediterad från ambassaden i Tunis.                                  |
| Lars Hedström       | 1967–1972 | Ambassadör | Sidoackrediterad från ambassaden i Tunis.                                  |
| Marc Giron          | 1973–1974 | Ambassadör | Sidoackrediterad från ambassaden i Tunis.                                  |
| Torsten Hylander    | 1974–1978 | Ambassadör |                                                                            |
| Bengt Holmquist     | 1977–1983 | Ambassadör |                                                                            |
| Sven Jonsson        | 1983–1985 | Ambassadör |                                                                            |
| Ian Paulsson        | 1985–1989 | Ambassadör |                                                                            |
| Andreas Ådahl       | 1989–1992 | Ambassadör |                                                                            |
| Nils-Erik Schyberg  | 1992–1995 | Ambassadör |                                                                            |
| Nils-Erik Schyberg  | 1995–1999 | Ambassadör | Stockholmsbaserad. Även för Senegal (1996), Mali (1996), Niger och Guinea. |
| Bengt Sparre        | 1999–2003 | Ambassadör | Baserad i Kairo.                                                           |
| Bo Wilén            | 2003–2008 | Ambassadör | Stockholmsbaserad.                                                         |
| Anne Marie Dierauer | 2009–2011 | Ambassadör | Stockholmsbaserad.                                                         |
| Jan Thesleff        | 2011–2014 | Ambassadör | Stockholmsbaserad.                                                         |
| ?                   | 2014–2016 | Ambassadör | Stockholmsbaserad.                                                         |
| Fredrik Florén      | 2016–2019 | Ambassadör | Sidoackrediterad från ambassaden i Tunis.                                  |
| Anna Block Mazoyer  | 2019–     | Ambassadör | Sidoackrediterad från ambassaden i Tunis.                                  |